# Ohrid-Sankt Paulus flygplats
Ohrid-Sankt Paulus flygplats (makedonska: Аеродром Охрид, Aerodrom Ohrid) är en civil flygplats i Nordmakedonien med reguljär passagerartrafik.Den ligger i kommunen Opština Debarca, i den sydvästra delen av landet, 110 kilometer sydväst om huvudstaden Skopje. Ohrid-Sankt Paulus flygplats ligger 705 meter över havet. Den ligger nära sjön Ohridsjön, precis intill de mindre byarna Gorenci, Trebeništa och Orovnik, och servar i första hand invånarna i de närliggande städerna Ohrid och Struga.
Ohrid-Sankt Paulus är en destination hos passagerarflygbolagen Air Serbia, Austrian Airlines, Corendon Airlines, Croatia Airlines, Edelweiss, Wizz Air och Turkish Airlines med destinationer som bland annat Belgrad, Wien, Aten, Zagreb, Zürich, Memmingen och Istanbul. Under Coronaviruspandemin 2019-2021 har dock flygningarna begränsats till två flygningar per vecka till Memmingen, samt en flygning till Zürich.
Den enda landningsbanan är 2 550 lång och 42,5 meter bred samt asfalterad, i riktningarna 02/20. Närmsta övriga civila flygplats är Tiranas internationella flygplats Moder Teresa i Albanien. Flygplatsens ICAO-kod är LWOH, medan IATA-koden är OHD.